# Cymodoce alia
Cymodoce alia är en kräftdjursart som beskrevs av Brian Frederick Kensley 1975. Cymodoce alia ingår i släktet Cymodoce och familjen klotkräftor. Inga underarter finns listade i Catalogue of Life.